# 飯田直政
飯田 直政（いいだ なおまさ、生没年不詳）は、戦国時代の武将。武田氏家臣。通称久左衛門、筑後守。 阿茶局の父。

## 略歴
飯田筑後守の子。飯田家は代々甲州に住み甲斐武田家に仕えた。武田信玄と今川義元の和睦の際に信玄の許しを得て今川家臣となったという 。
娘を今川家家臣の神尾忠重に嫁がせた。